# Canton de Thiviers
Le canton de Thiviers est une circonscription électorale française, située dans le département de la Dordogne, en région Nouvelle-Aquitaine.
Avant 2015, c'était une division administrative.

## Historique
- Le canton de Thiviers est l'un des cantons de la Dordogne créés en 1790, en même temps que les autres cantons français. Composé initialement de onze communes (Corgnac, Eyzerac, Lempzour, Nantheuil, Saint Clement, Saint Jean de Côle, Saint Martin, Saint Pierre de Côle, Saint Romain, Thiviers et Vaunat), il est d'abord rattaché au district d'Excideuil[1] jusqu'en 1795, date de suppression des districts. Il est alors rattaché en 1801 à l'arrondissement de Nontron. En 1827, les communes de Saint-Clément et de Saint-Romain fusionnent sous le nom de Saint-Romain-et-Saint-Clément, portant à dix le nombre de communes du canton[2].

- De 1833 à 1848, les cantons de Lanouaille et de Thiviers avaient le même conseiller général. Le nombre de conseillers généraux était limité à 30 par département[3].

### Redécoupage cantonal de 2014-2015
Par décret du 21 février 2014, le nombre de cantons du département est divisé par deux, avec mise en application aux prochaines élections départementales prévues en mars 2015. Le canton de Thiviers est conservé et s'agrandit. Il passe de 13 à 24 communes.

## Géographie
Ce canton est organisé autour de Thiviers. Il regroupe des communes de l'arrondissement de Nontron et de l'arrondissement de Périgueux. Son altitude varie de 119 m (Saint-Pierre-de-Côle) à 491 m, point culminant du département en forêt de Vieillecour (Saint-Pierre-de-Frugie).

## Représentation

### Conseillers généraux de 1833 à 2015
Avant 1833, les conseillers généraux étaient désignés, et ne représentaient pas un canton déterminé.
| Période                                  | Période           | Identité               | Étiquette           | Qualité |
| ---------------------------------------- | ----------------- | ---------------------- | ------------------- | --- |
| 1833                                     | 1848              | Jean Lorenzo Theulier, |                     | Avocat, banquier, juge de paix à Thiviers |
| 1848                                     | 1852              | Jean Faure             |                     | Notaire, maire de Thiviers, conseiller d'arrondissement |
| 1852                                     | 1870 (décès)      | Jean Lorenzo Theulier  |                     | Ancien juge de paix |
| 1870                                     | 1901              | Albert Theulier        | Gauche radicale     | Docteur en médecine Maire de Thiviers (1871-1874) Député (1881-1902) Président du Conseil général (1894-1901)                                                              |
| 901                                      | 1902 (annulation) | Ludovic Gaillard       | Républicain libéral | Industriel à Thiviers |
| 1902                                     | 1907 (décès)      | Morris Rey             | Républicain         | Maire de Saint-Jean-de-Côle Notaire Capitaine de réserve au 50e, à Saint-Jean-de-Côle                                                                                      |
| 1907                                     | 1915 (décès)      | Jean Rey               | Républicain         | Rédacteur au ministère de l'Intérieur Maire de Saint-Jean-de-Côle Sous-lieutenant au 126ème régiment d'infanterie Mort pour la France le 26 avril 1915 aux Éparges (Meuse) |
| 1915                                     | 1919              | siège vacant           |                     | |
| 1919                                     | 1931              | Honoré Boutinaud       | URD                 | Négociant Conseiller municipal de Thiviers |
| 1931                                     | 1940              | Albert Bonneau         | Rad.                | Agriculteur, ingénieur agricole à Thiviers Membre de la Commission administrative de la Dordogne (1941-1942) Nommé conseiller départemental en 1942                        |
|                                          |                   |                        |                     | |
| 1945                                     | 1951 (décès)      | Maurice Rejou          | SFIO                | Pharmacien Adjoint puis maire de Thiviers (1945-1951) |
| 1951                                     | 1958              | Léon Leymarie          | SFIO                | Directeur de cours complémentaire maire de Thiviers (1951-1962) |
| 1958                                     | 1964              | Jean Audebert          | Rad.                | Docteur en médecine |
| 1964                                     | 1970              | Pierre-Émile Combelas  | Rad.                | Négociant Maire de Thiviers (1962-1971) |
| 1970                                     | 1982              | Pierre Beylot          | UDR puis RPR        | Exploitant agricole Adjoint au maire de Thiviers Député de 1968 à 1973 |
| 1982                                     | 1984 (décès)      | Jean Bost              | RPR                 | Agriculteur Adjoint au maire de Thiviers |
| 1984                                     | 1988              | Roger Jaccou           | DVD                 | Entrepreneur de travaux publics Maire de Thiviers (1971-2001) Conseiller régional                                                                                          |
| 1988                                     | 2001              | Jean-Louis Bouchillou  | PS                  | Retraité de l'enseignement Conseiller municipal de Thiviers (1977-1989) |
| 2001                                     | 2008              | Jean-Pierre Boucher    | UMP                 | Docteur en médecine à Thiviers |
| 2008                                     | 2015              | Colette Langlade       | PS                  | Enseignante Conseillère municipale de Thiviers (2001-2014) Suppléante du député Michel Debet (2007-2008) - Députée de la Dordogne (2008-2017)                              |
| Les données manquantes sont à compléter. |                   |                        |                     | |

### Conseillers d'arrondissement (de 1833 à 1940)
| Période                                  | Période      | Identité                        | Étiquette             | Qualité |
| ---------------------------------------- | ------------ | ------------------------------- | --------------------- | --- |
| Les données manquantes sont à compléter. |              |                                 |                       | |
| 1833                                     | 1848         | Jean Faure                      |                       | Notaire, maire de Thiviers                                                                                  |
| 1848                                     | 1854 (décès) | Jean-François Lasescuras-Lépine |                       | Avocat à Thiviers                                                                                           |
|                                          |              |                                 |                       | |
| 1871                                     | 1892         | Jean-Baptiste Lapouyade-Dupuy   | Républicain           | Maire de Corgnac                                                                                            |
| 1892                                     | 1904         | Alfred Rey                      | Républicain           | Notaire à Saint-Jean-de-Côle                                                                                |
| 1904                                     | 1910         | Camille Pierre André Prévot     | Républicain           | Médecin à Thiviers                                                                                          |
| 1910                                     | 1928         | Pierre Puyravaud                | Radical puis RG       | Propriétaire-agriculteur, conseiller municipal puis maire de Thiviers                                       |
| 1928                                     | 1940         | M. Lachaud                      | Union républicaine RG | Maire de Saint-Romain-et-Saint-Clément                                                                      |
| 1940                                     |              |                                 |                       | Les conseils d'arrondissement ont été suspendus par la loi du 12 octobre 1940 et n'ont jamais été réactivés |

Sources : "Annuaires et calendriers 1789-1842 " sur le site des archives départementales de la Dordogne. https://archives.dordogne.fr/r/72/fonds-imprimes/annuaires-et-calendriers?arko_default_6076b1c79b335--ficheFocus=

### Conseillers départementaux à partir de 2015
| Période élective | Période élective | Mandat | Mandat   | Identité         | Nuance | Nuance | Qualité |
| ---------------- | ---------------- | ------ | -------- | ---------------- | ------ | ------ | --- |
| 2015             | 2021             | 2015   | 2021     | Michel Karp      |        | PS     | Chirurgien dentiste, conseiller municipal de Jumilhac-le-Grand, ancien conseiller général du canton de Jumilhac-le-Grand (1998-2015) |
| 2015             | 2021             | 2015   | 2021     | Colette Langlade |        | PS     | Professeure Députée (2008-2017), conseillère municipale de Thiviers                                                                  |
| 2021             | 2028             | 2021   | en cours | Stéphane Fayol   |        | DVD    | Directeur des ressources humaines Premier adjoint au maire de Saint-Pierre-de-Frugie                                                 |
| 2021             | 2028             | 2021   | en cours | Isabelle Hyvoz   |        | DVD    | Maire de Thiviers |

### Résultats détaillés

#### Élections de mars 2015
À l'issue du premier tour des élections départementales de 2015, deux binômes sont en ballottage : Michel Karp et Colette Langlade (PS, 42,15 %) et Jean-Marc Buisson et Isabelle Hyvoz (UMP, 27,37 %). Le taux de participation est de 65,05 % (8 124 votants sur 12 489 inscrits) contre 60,04 % au niveau départemental et 50,17 % au niveau national.
Au second tour, Michel Karp et Colette Langlade (PS) sont élus avec 58,50 % des suffrages exprimés et un taux de participation de 65,44 % (4 272 voix pour 8 152 votants et 12 457 inscrits).

#### Élections de juin 2021
Le premier tour des élections départementales de 2021 est marqué par un très faible taux de participation (33,26 % au niveau national). Dans le canton de Thiviers, ce taux de participation est de 46,88 % (5 578 votants sur 11 899 inscrits) contre 40,86 % au niveau départemental. À l'issue de ce premier tour, deux binômes sont en ballottage : Stéphane Fayol et Isabelle Hyvoz (DVD, 41,33 %) et Françoise Decarpentrie et Michel Karp (PS, 31,31 %).
Le second tour des élections est marqué une nouvelle fois par une abstention massive équivalente au premier tour. Les taux de participation sont de 34,3 % au niveau national, 41,41 % dans le département et 50,48 % dans le canton de Thiviers. Stéphane Fayol et Isabelle Hyvoz (DVD) sont élus avec 54,39 % des suffrages exprimés (3 044 voix pour 6 009 votants et 11 904 inscrits),,.

## Composition

### Composition de 1827 à 2015

Situation du canton de Thiviers dans l'arrondissement de Nontron en 2014.

Le canton de Thiviers regroupait dix communes.
| Nom                           | Code Insee | Codepostal | Superficie (km2) | Population (dernière pop. légale) | Densité (hab./km2) |
| ----------------------------- | ---------- | ---------- | ---------------- | --------------------------------- | ------------------ |
| Thiviers (chef-lieu)          | 24551      | 24800      | 27,77            | 3 115 (2012)                      | 112                |
| Corgnac-sur-l'Isle            | 24134      | 24800      | 20,61            | 796 (2012)                        | 39                 |
| Eyzerac                       | 24171      | 24800      | 11,03            | 564 (2012)                        | 51                 |
| Lempzours                     | 24238      | 24800      | 10,87            | 157 (2012)                        | 14                 |
| Nantheuil                     | 24304      | 24800      | 16,82            | 988 (2012)                        | 59                 |
| Saint-Jean-de-Côle            | 24425      | 24800      | 12,70            | 360 (2012)                        | 28                 |
| Saint-Martin-de-Fressengeas   | 24453      | 24800      | 20,84            | 368 (2012)                        | 18                 |
| Saint-Pierre-de-Côle          | 24485      | 24800      | 19,85            | 478 (2012)                        | 24                 |
| Saint-Romain-et-Saint-Clément | 24496      | 24800      | 13,80            | 324 (2012)                        | 23                 |
| Vaunac                        | 24567      | 24800      | 13,78            | 268 (2012)                        | 19                 |

### Composition à partir de 2015
Lors du redécoupage de 2014, le canton de Thiviers se composait de vingt-quatre communes. Il associe l'intégralité des communes de deux anciens cantons : ceux de Jumilhac-le-Grand et de Thiviers, auxquelles s'ajoutent sept communes issues de quatre autres cantons : Ligueux, Négrondes et Sorges (canton de Savignac-les-Églises), Firbeix et Mialet (canton de Saint-Pardoux-la-Rivière), Nanthiat (canton de Lanouaille), et Saint-Front-d'Alemps (canton de Brantôme). Le bureau centralisateur reste fixé à Thiviers.
À la suite de la fusion des communes de Ligueux et Sorges au 1er janvier 2016 pour former la commune nouvelle de Sorges et Ligueux en Périgord, il est désormais constitué de vingt-trois communes.
| Nom                              | Code Insee | Intercommunalité      | Superficie (km2) | Population (dernière pop. légale) | Densité (hab./km2) | Modifier                                    |
| -------------------------------- | ---------- | --------------------- | ---------------- | --------------------------------- | ------------------ | ------------------------------------------- |
| Thiviers (bureau centralisateur) | 24551      | CC Périgord-Limousin  | 27,77            | 2 889 (2022)                      | 104                | modifier les données · modifier les données |
| Chalais                          | 24095      | CC Périgord-Limousin  | 18,81            | 404 (2022)                        | 21                 | modifier les données · modifier les données |
| La Coquille                      | 24133      | CC Périgord-Limousin  | 22,37            | 1 259 (2022)                      | 56                 | modifier les données · modifier les données |
| Corgnac-sur-l'Isle               | 24134      | CC Périgord-Limousin  | 20,61            | 862 (2022)                        | 42                 | modifier les données · modifier les données |
| Eyzerac                          | 24171      | CC Périgord-Limousin  | 11,03            | 547 (2022)                        | 50                 | modifier les données · modifier les données |
| Firbeix                          | 24180      | CC Périgord-Limousin  | 22,66            | 298 (2022)                        | 13                 | modifier les données · modifier les données |
| Jumilhac-le-Grand                | 24218      | CC Périgord-Limousin  | 66,67            | 1 140 (2022)                      | 17                 | modifier les données · modifier les données |
| Lempzours                        | 24238      | CC Périgord-Limousin  | 10,87            | 133 (2022)                        | 12                 | modifier les données · modifier les données |
| Mialet                           | 24269      | CC Périgord-Limousin  | 37,30            | 629 (2022)                        | 17                 | modifier les données · modifier les données |
| Nantheuil                        | 24304      | CC Périgord-Limousin  | 16,82            | 984 (2022)                        | 59                 | modifier les données · modifier les données |
| Nanthiat                         | 24305      | CC Périgord-Limousin  | 11,12            | 239 (2022)                        | 21                 | modifier les données · modifier les données |
| Négrondes                        | 24308      | CC Périgord-Limousin  | 20,15            | 782 (2022)                        | 39                 | modifier les données · modifier les données |
| Saint-Front-d'Alemps             | 24408      | CC Périgord-Limousin  | 19,02            | 252 (2022)                        | 13                 | modifier les données · modifier les données |
| Saint-Jean-de-Côle               | 24425      | CC Périgord-Limousin  | 12,70            | 365 (2022)                        | 29                 | modifier les données · modifier les données |
| Saint-Jory-de-Chalais            | 24428      | CC Périgord-Limousin  | 31,73            | 543 (2022)                        | 17                 | modifier les données · modifier les données |
| Saint-Martin-de-Fressengeas      | 24453      | CC Périgord-Limousin  | 20,84            | 362 (2022)                        | 17                 | modifier les données · modifier les données |
| Saint-Paul-la-Roche              | 24481      | CC Périgord-Limousin  | 39,22            | 533 (2022)                        | 14                 | modifier les données · modifier les données |
| Saint-Pierre-de-Côle             | 24485      | CC Périgord-Limousin  | 19,85            | 428 (2022)                        | 22                 | modifier les données · modifier les données |
| Saint-Pierre-de-Frugie           | 24486      | CC Périgord-Limousin  | 21,74            | 482 (2022)                        | 22                 | modifier les données · modifier les données |
| Saint-Priest-les-Fougères        | 24489      | CC Périgord-Limousin  | 20,86            | 376 (2022)                        | 18                 | modifier les données · modifier les données |
| Saint-Romain-et-Saint-Clément    | 24496      | CC Périgord-Limousin  | 13,80            | 331 (2022)                        | 24                 | modifier les données · modifier les données |
| Sorges et Ligueux en Périgord    | 24540      | CA Le Grand Périgueux | 54,04            | 1 639 (2022)                      | 30                 | modifier les données · modifier les données |
| Vaunac                           | 24567      | CC Périgord-Limousin  | 13,78            | 240 (2022)                        | 17                 | modifier les données · modifier les données |
| Canton de Thiviers               | 2421       |                       | 553,76           | 15 717 (2022)                     | 28                 | modifier les données                        |

## Démographie

### Démographie avant 2015
| 1962  | 1968  | 1975  | 1982  | 1990  | 1999  | 2006  | 2011  | 2012  |
| ----- | ----- | ----- | ----- | ----- | ----- | ----- | ----- | ----- |
| 8 181 | 8 087 | 8 240 | 7 997 | 7 783 | 7 359 | 7 405 | 7 448 | 7 418 |

### Démographie depuis 2015
En 2022, le canton comptait 15 717 habitants, en évolution de −0,81 % par rapport à 2016 (Dordogne : +0,37 %, France hors Mayotte : +2,11 %).
| 2013   | 2018   | 2022   |
| ------ | ------ | ------ |
| 15 994 | 15 731 | 15 717 |